# Межгорье (Крым)
Межго́рье (до 1945 года Бакса́н; укр. Міжгір'я, крымскотат. Baqsan, Бакъсан) — село в Белогорском районе Республики Крым, входит в состав Зеленогорского сельского поселения (согласно административно-территориальному делению Украины — Зеленогорского сельсовета Автономной Республики Крым).

## Население
| 2001 | 2014 |
| ---- | ---- |
| 383  | ↘327 |

Всеукраинская перепись 2001 года показала следующее распределение по носителям языка
| Язык             | Процент |
| ---------------- | ------- |
| русский          | 59.01   |
| крымскотатарский | 31.85   |
| украинский       | 6.01    |
| другие           | 0.78    |

### Динамика численности
| - 1805 год — 77 чел. - 1864 год — 40 чел. - 1886 год — 157 чел. - 1889 год — 207 чел. - 1892 год — 103 чел. - 1902 год — 103 чел. - 1915 год — 87/7 чел. | - 1926 год — 241 чел. - 1939 год — 705 чел. - 1989 год — 313 чел. - 2001 год — 383 чел. - 2009 год — 378 чел. - 2014 год — 327 чел. |

## Современное состояние

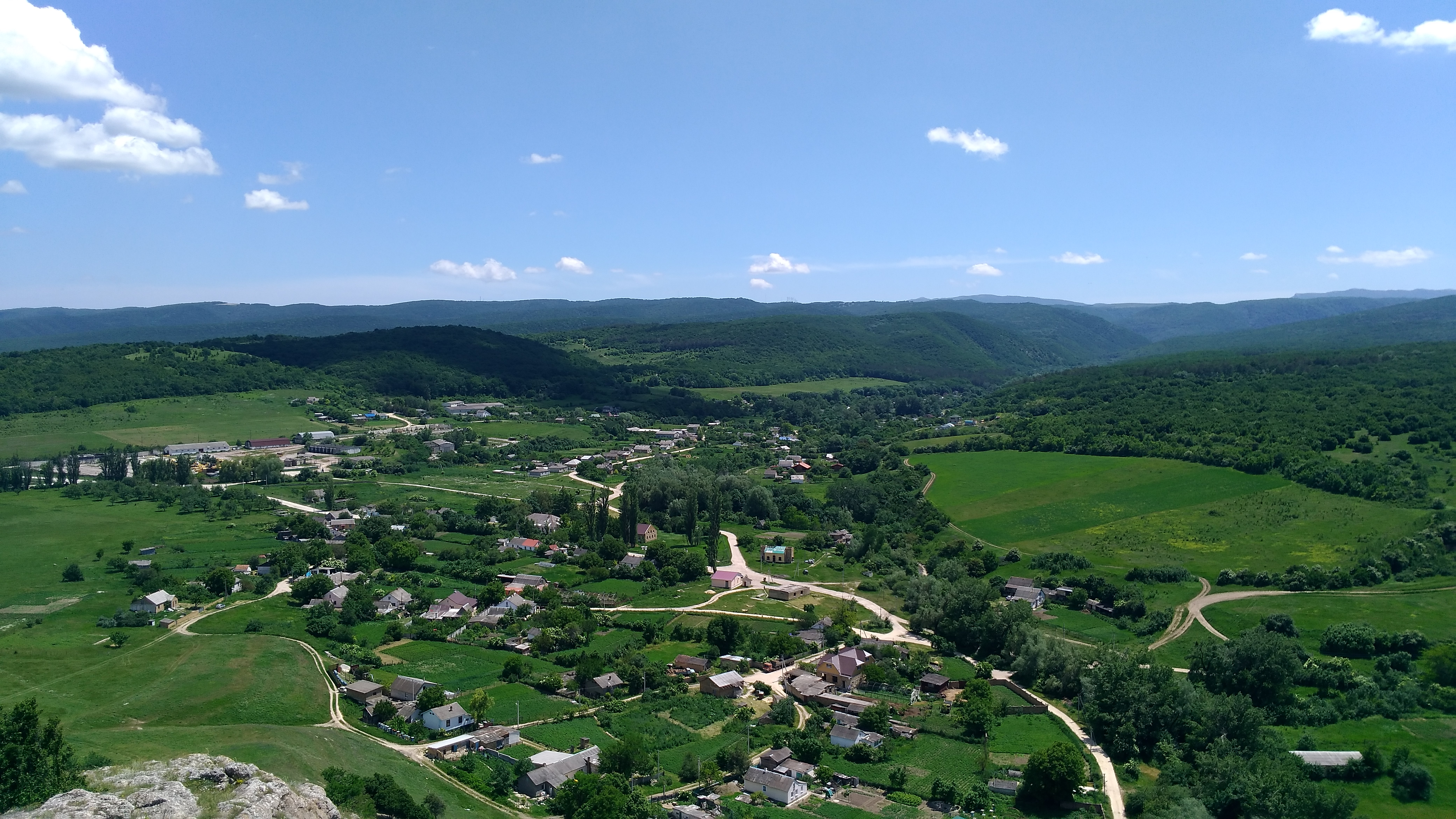

На 2017 год в Межгорье числится 6 улиц и 5 переулков; на 2009 год, по данным сельсовета, село занимало площадь 82,2 гектара на которой, в 102 дворах, проживало 378 человек. В селе действуют сельский клуб, библиотека-филиал № 24, строятся мечеть, храм Рождества Божией Матери. Межгорье связано автобусным сообщением с райцентром и соседними населёнными пунктами.

## География
Межгорье — горное село в западной части района, в верховьях долины Бурульчи, в пределах Внутренней гряды Крымских гор, высота центра села над уровнем моря — 380 м. Соседние сёла: примыкающие с севера Овражки и в 1 км к востоку Пасечное. Расстояние до райцентра — около 18 километров (по шоссе), расстояние до железнодорожной станции Симферополь — примерно 41 километр. Транспортное сообщение осуществляется по региональной автодороге 35Н-115 Белогорск — Межгорье (по украинской классификации — С-0-10339).

## История
Межгорье, ранее Баксан, образовано слиянием трёх поселений: Ашага, Орта и Юхары Баксан, хотя, возможно, изначально это были отдельные приходы-маале одной деревни.
Первое документальное упоминание сёл встречается в Камеральном Описании Крыма… 1784 года, судя по которому, в последний период Крымского ханства в Аргынском кадылыке Карасьбазарского каймаканства значились 3 деревни: Ашаги Бахсан, Бахсан и Юкары Бахсан и существование отдельных поселений продолжалось долго. После присоединения Крыма к России (8) 19 апреля 1783 года, (8) 19 февраля 1784 года, именным указом Екатерины II сенату, на территории бывшего Крымского Ханства была образована Таврическая область и деревня была приписана к Симферопольскому уезду. После Павловских реформ, с 1796 по 1802 год, входила в Акмечетский уезд Новороссийской губернии. По новому административному делению, после создания 8 (20) октября 1802 года Таврической губернии, Баксаны были включены в состав Аргинской волости Симферопольского уезда.
В Ведомости о всех селениях в Симферопольском уезде состоящих с показанием в которой волости сколько числом дворов и душ… от 9 октября 1805 года, записан Ашага-Баксан — с 14 дворами и 77 жителями все исключительно — крымские татары. На военно-топографической карте генерал-майора Мухина 1817 года обозначена деревня Баксан с 27 дворами. После реформы волостного деления 1829 года, согласно «Ведомости о казённых волостях Таврической губернии 1829 года», в составе преобразованной Аргинской волости, чилился Ашага-Баксан. На карте 1836 года в деревне 100 дворов, как и на карте 1842 года.

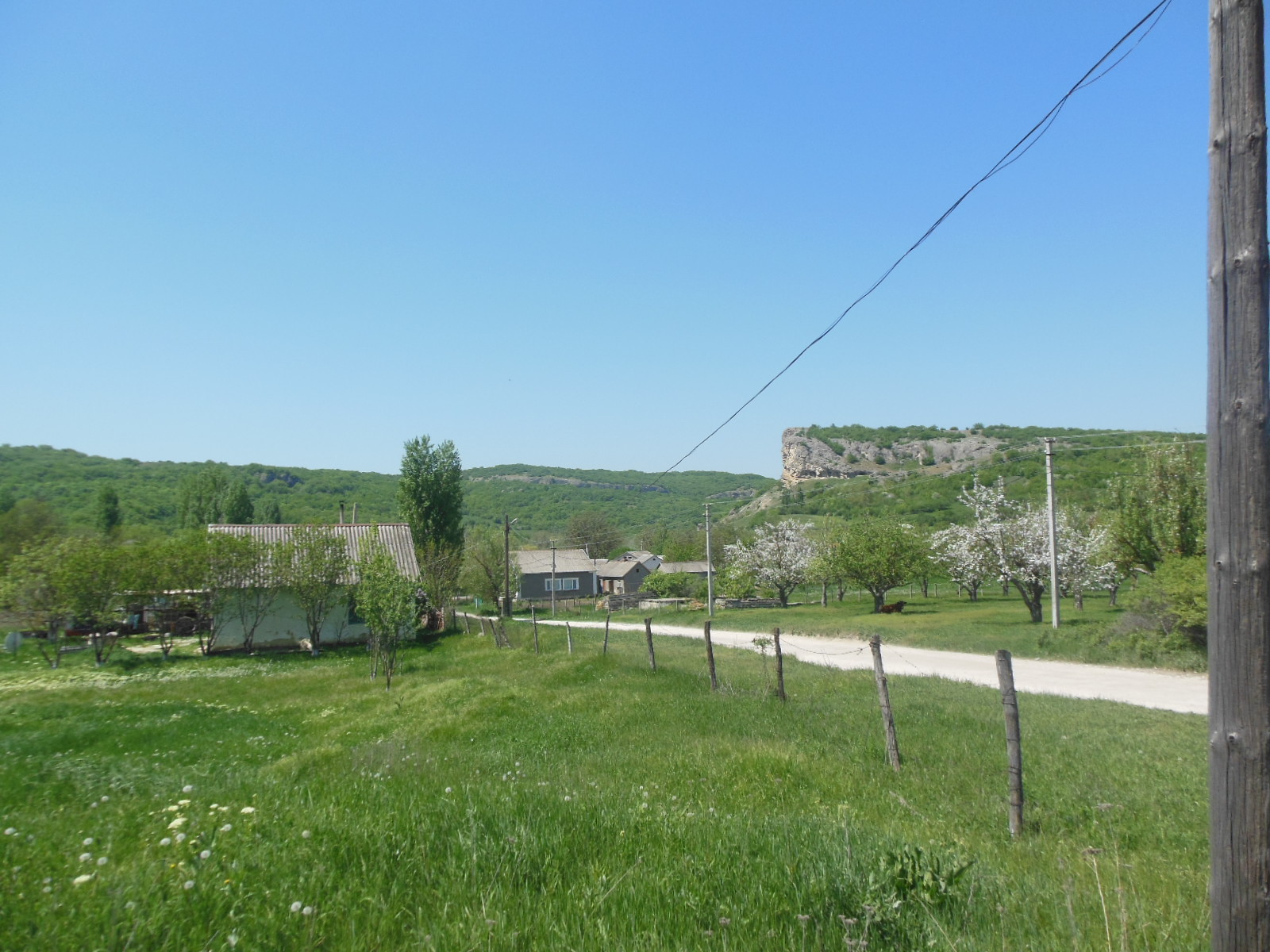

В 1860-х годах, после земской реформы Александра II, деревни приписали к Зуйской волости. В «Списке населённых мест Таврической губернии по сведениям 1864 года», составленном по результатам VIII ревизии 1864 года, владельческая татарская деревня Ашага-Баксан с 7 дворами, 40 жителями и мечетью при речке Бурульче. По обследованиям профессора А. Н. Козловского начала 1860-х годов, селение «располагалось возле реки Бурульчи и имело родники и ручьи с окружающих гор». На трёхверстовой карте Шуберта 1865—1876 года опять одна деревня Баксан, всего в 26 дворов. На 1886 год в деревне Ашага-Баксан, согласно справочнику «Волости и важнѣйшія селенія Европейской Россіи», проживало 157 человек в 30 домохозяйствах, действовала мечеть и лавка. В «Памятной книге Таврической губернии 1889 года», по результатам Х ревизии 1887 года записан Ашага-Баксан с 42 дворами и 207 жителями.

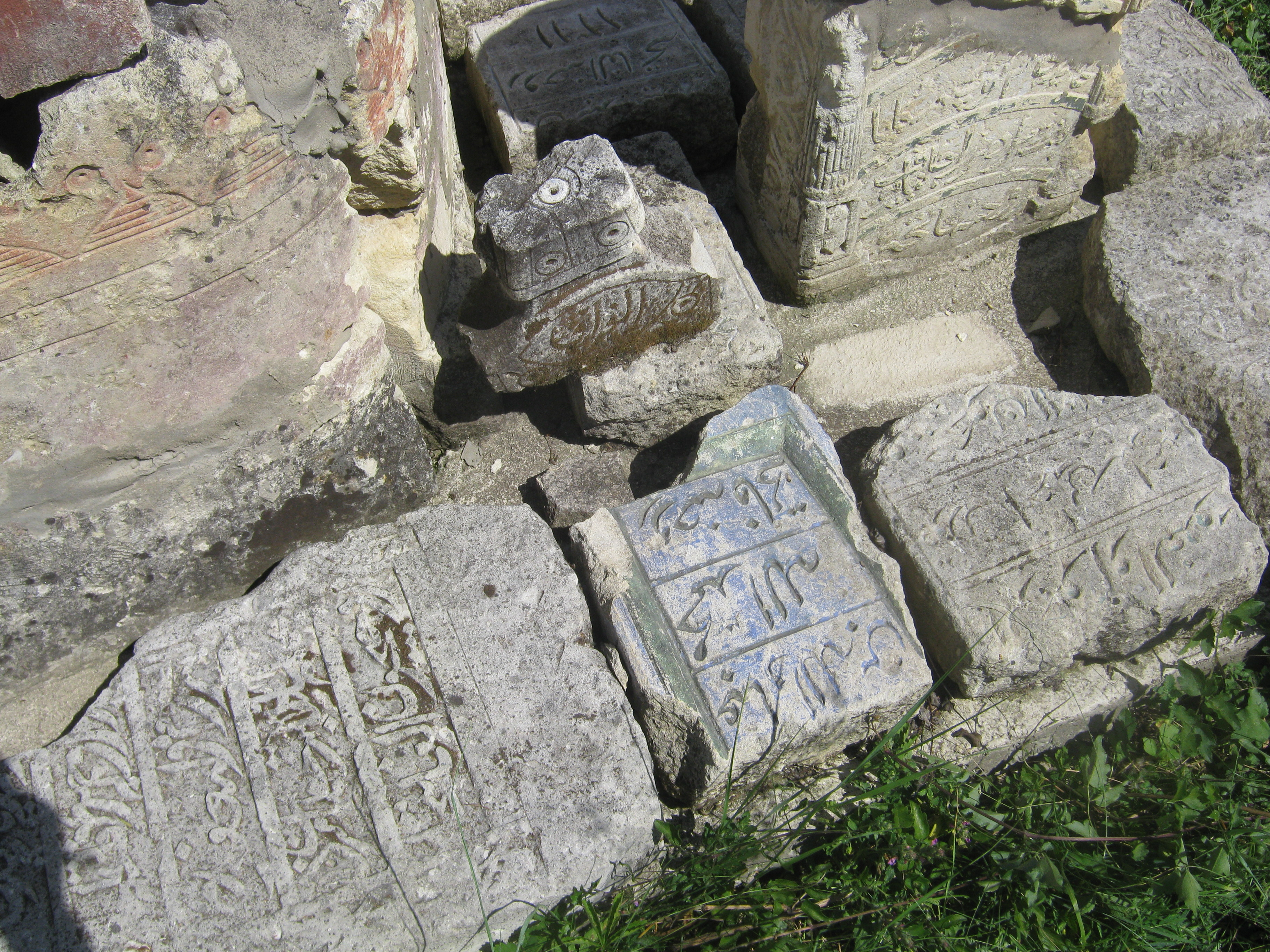
Могильные камни крымских татар

После земской реформы 1890-х годов деревня осталась в составе преобразованной Зуйской волости. На верстовой карте 1890 года вновь обозначена одна деревня Баксан со 170 дворами и татарским населением. Согласно «…Памятной книжке Таврической губернии на 1892 год», в деревне Ашага-Баксан, входившей в Аргинское сельское общество, числилось 103 жителя в 21 домохозяйстве, владевших совместно ещё и с жителями деревень Орта-Баксан, Конрат и Кайнаут 455 десятинами земли. По «…Памятной книжке Таврической губернии на 1902 год» в Ашага-Баксане числилось 103 жителя в 21 дворе. На 1914 год в селении действовала земская школа. По Статистическому справочнику Таврической губернии. Ч.II-я. Статистический очерк, выпуск шестой Симферопольский уезд, 1915 год, в деревне Ашага-Баксан Зуйской волости Симферопольского уезда числилось 20 дворов с татарским населением в количестве 87 человек приписных жителей и 7 — «посторонних», из которых 45 мужчин и 42 женщин. Общинной земли не было, но все 20 дворов владели участками. В хозяйствах имелось 30 лошадей, 36 волов, 18 коров и 200 голов мелкого скота.
После установления в Крыму Советской власти, по постановлению Крымревкома от 8 января 1921 года была упразднена волостная система и село вошло в состав вновь созданного Карасубазарского района Симферопольского уезда, а в 1922 году уезды получили название округов. 11 октября 1923 года, согласно постановлению ВЦИК, в административное деление Крымской АССР были внесены изменения, в результате которых округа ликвидировались, Карасубазарский район стал самостоятельной административной единицей и село включили в его состав. Согласно Списку населённых пунктов Крымской АССР по Всесоюзной переписи 17 декабря 1926 года в селе Ашага-Баксан, в составе Баксанского сельсовета Карасубазарского района, числилось 53 двора, все крестьянские, население составляло 241 человек, из них 224 татарина, 16 крымских цыган, 1 записан в графе «прочие». После образования 10 июня 1937 года Зуйского района, Баксан вместе с сельсоветом включили в его состав. В дальнейшем в доступных документах фигурирует один Баксан. По данным всесоюзной переписи населения 1939 года в селе проживало 705 человек. В период оккупации Крыма, 13 и 14 декабря 1943 года, в ходе операций «7-го отдела главнокомандования» 17 армии вермахта против партизанских формирований, была проведена операция по заготовке продуктов с массированным применением военной силы, в результате которой село Баксан было сожжено и все жители вывезены в Дулаг 241.
В 1944 году, после освобождения Крыма от фашистов, согласно Постановлению ГКО № 5859 от 11 мая 1944 года, 18 мая крымские татары из Баксана были депортированы в Среднюю Азию. 12 августа 1944 года было принято постановление № ГОКО-6372с «О переселении колхозников в районы Крыма», в исполнение которого в район приехали первые новоселы (212 семей) из Ростовской, Киевской и Тамбовской областей, а в начале 1950-х годов последовала вторая волна переселенцев из различных областей Украины. Указом Президиума Верховного Совета РСФСР от 21 августа 1945 года Баксан был переименован в Межгорье и Баксанский сельсовет — в Межгорский. С 25 июня 1946 года Межгорье в составе Крымской области РСФСР. 26 апреля 1954 года Крымская область была передана из состава РСФСР в состав УССР. В 1959 году Зуйский район ликвидировали и село вновь включили в состав Белогорского. Время упразднения Межгорского сельсовета пока не установлено: на 15 июня 1960 года село числилось в составе Ароматновского сельского совета, к 1968 году — в составе Зеленогорского. По данным переписи 1989 года в селе проживало 313 человек. С 12 февраля 1991 года село в восстановленной Крымской АССР, 26 февраля 1992 года переименованной в Автономную Республику Крым. С 21 марта 2014 года в составе Крыма аннексировано Россией.